# Vinzenz Lachner
Vinzenz (eller Vincenz) Lachner (født 19. juli 1811 i Rain, død 22. januar 1893 i Karlsruhe) var en tysk musiker. Han var bror til Franz og Ignaz Lachner.
Lachner var i sin længste tid (1836—1873) som efterfølger til broderen Franz kapelmester i Mannheim, hvor han udfoldede en fortjenstfuld virksomhed. Senere levede han i Karlsruhe og underviste ved konservatoriet der. Særlig hans mandskvartetter var yndede. Hans værker er dog omtrent alle gåede i glemme.